# Joseph Fratrel

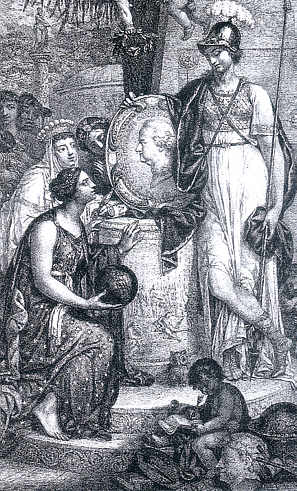
Joseph Fratrel, Apotheose des Kurfürsten Karl Theodor, Radierung, 1779

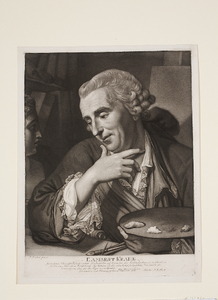
Johann Gerhard Huck, gestochen in Schabkunst, von Joseph Fratrel, 1780

Joseph Fratrel d. Ä. (* 1727 in Épinal, Frankreich; † 15. Mai 1783 in Mannheim) war ein französischer Maler, Radierer und Kupferstecher.

## Leben und Werk
Joseph Fratrel, 1727 geboren zu Epinal (einige Quellen sagen 1730), studierte Jura und wurde Parlaments-Advokat im Herzogtum Lothringen. Da er stark stammelte, war er für diese Tätigkeit ungeeignet und musste sie aufgeben.
Schon zuvor hatte er sich von einem Mönch in die Miniaturmalerei einführen lassen und erlernte diese nun fachmännisch bei Pierre Antoine Baudouin (1723–1769) in Paris.
Stanislaus I. Leszczyński, Herzog von Lothringen, engagierte Fratrel als Hofmaler in seiner Residenz, Schloss Lunéville. Nach dessen Tod, 1766, wechselte er an den kurpfälzischen Hof nach Mannheim, wo ihn Kurfürst Karl Theodor zum Professor an der dortigen Kunstakademie berief. Dort fing er auch an in einer neuartigen Öl- und Wachsmischung zu malen, nach einem Enkaustikverfahren das der in Mannheim ansässige Baron Charles von Taubenheim entwickelt hatte.
Fratrel bildete sich in Mannheim überdies bei dem renommierten Kupferstecher Egid Verhelst weiter. Danach schuf er eines seiner bekanntesten Werke, die Radierung Apotheose des Kurfürsten Carl Theodor, 1777 [s. Daubicourt II, S. 196, Nr. 11 I (v. II)].
Fratrel starb 1783 als Hofmaler in Mannheim und gilt als einer der namhaften Künstler am kurpfälzischen Hof. Die Stadt Mannheim benannte eine Straße nach ihm.

## Werke
- La cire alliée avec l’huile, ou la peinture à l’huile-cire trouvée à Manheim par M. Charles Baron de Taubenheim. Acad. Électorale, Manheim 1770 urn:nbn:de:hbz:061:1-116948.